# This Is Why (canción)
«This Is Why» es una canción de la banda de rock estadounidense Paramore, lanzado a través de Atlantic Records el 28 de septiembre de 2022 como el primer sencillo de su sexto álbum de estudio This Is Why (2023). Fue escrita por Hayley Williams y Taylor York, y producida por Carlos de la Garza. La canción estuvo acompañada de su video musical, lanzado el mismo día.

## Antecedentes
"This Is Why" fue la última canción escrita para el álbum, momento en el que Williams estaba "cansado de escribir letras", aunque el guitarrista Taylor York convenció a Williams y al baterista Zac Farro de trabajar en una "última idea". Williams afirmó que "resume la plétora de emociones ridículas, la montaña rusa de estar vivo en 2022, habiendo sobrevivido incluso los últimos tres o cuatro años" y pensó que después de la pandemia de COVID-19 y "la muerte inminente de un planeta moribundo" , que los humanos habrían encontrado en lo profundo de sí mismos ser más amables o más empáticos o algo así". La canción fue tocada previo al lanzamiento en un concierto, mostrándola al mundo y siendo recibida de buena manera por el público.

## Video musical
El video musical fue lanzado el mismo día que la canción y fue dirigido por Brendan Yates de la banda estadounidense de punk Turnstile y filmado en Malibu, California. Representa a la banda actuando y "jugando en el desierto de Malibú, en medio de la hierba, contra el cielo azul y [...] en los interiores de una casa". El aire del video destila un estilo setentero que provoca reminiscencias del granulado y estilo paisajístico que se marcó en el estilo rock y pop-rock que se habían asentado por aquella época.

## Posicionamiento en lista
| Lista(2022)                                   | Posición más alta |
| --------------------------------------------- | ----------------- |
| Canada Rock (Billboard)                       | 44                |
| Germany Rock Airplay (Official German Charts) | 9                 |
| Ireland (IRMA)                                | 90                |
| New Zealand Hot Singles (RMNZ)                | 8                 |
| Reino Unido (UK Singles Chart)                | 61                |

## Personal
- Hayley Williams – voz, coros, percusión, piano y composición
- Taylor York – coros, glockenspiel, guitarra, teclado,  vibráfono y composición
- Zac Farro – coros, batería, glockenspiel, teclado, percusión y composición
- Carlos de la Garza – coros
- Brian Robert Jones – bajo
- Henry Solomon – clarinete
- Phil Danyew – glockenspiel y teclados
- Em Mancini – Masterizador
- Manny Marroquin – mezclador
- Harriet Tam – Ingeniero de sonido
- Kyle McAulay – asistente de consola
- Patrick Kehrier – asistente de consola
- Scott Moore – asistente de consola
- Joey Mullen –técnico de batería
- Erik Bailey –técnico de guitarra
- Joanne Almeida – técnico de guitarra

|}